# Musée des Caraïbes - Centre des Arts de Frederiksted
Le Musée des Caraïbes - Centre des Arts (Caribbean Museum Center for the Arts) présente des œuvres d'artistes locaux originaires des Îles Vierges des États-Unis situé à Frederiksted.

## Historique
Conçu en 1994 par Candia Atwater, alors procureur de la Justice chargé des affaires familiales et grade collectionneur d'art des Caraïbes, comme un moyen d'éducation face à la montée de la violence chez les jeunes de Sainte-Croix, son but est de fournir des formes alternatives d'expression positive à travers l'art et la culture des Caraïbes pour les enfants et la communauté insulaire.

## Expositions
Le musée (CMCArts) propose des œuvres d'artistes locaux, notamment des photographies numériques, des dessins et bien plus encore. Bien que ce musée présente une grande quantité d’œuvres artistiques, il est également un centre d’expériences éducatives avec l'organisation de cours hebdomadaires sur la fabrication de poteries, la presse écrite, le dessin, le travail de l'argile, etc. Il permet d'être un lieu d’exposition et comprend des studios d’art, un atelier de poterie entièrement équipé, une boutique de souvenirs, des bureaux et une cour protégée pour des spectacles et des événements.